# Raión de Repyovka
El raión de Repyovka (ruso: Репьёвский райо́н) es un distrito administrativo y municipal (raión) ruso perteneciente a la óblast de Vorónezh. Se ubica en el oeste de la óblast. Su capital es Repyovka.
En 2021, el raión tenía una población de 15 304 habitantes.
El raión es limítrofe al oeste y sur con la óblast de Bélgorod. El territorio del raión es completamente rural.

## Subdivisiones
Comprende 42 localidades rurales, agrupadas en los siguientes once asentamientos rurales:
- Butyrki
- Istóbnoye
- Kólbino
- Krasnolipye
- Novosoldatka
- Osádcheye
- Platava
- Repyovka (la capital)
- Rósosh
- Rososhki
- Skoritskoye (con capital en Ust-Muravlianka)